# Broken Glances
 (juin 2021).
Albums de The Pigeon Detectives
We Met at Sea
(2013)
Singles
1. Sounding The Alarm
Sortie : 6 janvier 2017
2. Lose Control
Sortie : 13 janvier 2017
3. Wolves
Sortie : 20 janvier 2017
4. Lose Control
Sortie : 24 janvier 2017

Broken Glances est le cinquième album studio du groupe britannique de rock indépendant The Pigeon Detectives, publié le 24 février 2017 sur le label Dance to the Radio.

## Liste des chansons
| No  | Titre              | Durée |
| --- | ------------------ | ----- |
| 1.  | Wolves             | 3:44  |
| 2.  | Lose Control       | 3:27  |
| 3.  | Munro              | 6:18  |
| 4.  | Enemy Lines        | 3:39  |
| 5.  | Sounding the Alarm | 3:16  |
| 6.  | Falling in Love    | 5:12  |
| 7.  | A Little Bit More  | 4:26  |
| 8.  | Stay with Me       | 3:15  |
| 9.  | Postcards          | 5:21  |
| 10. | Change My World    | 3:30  |